# Goblin

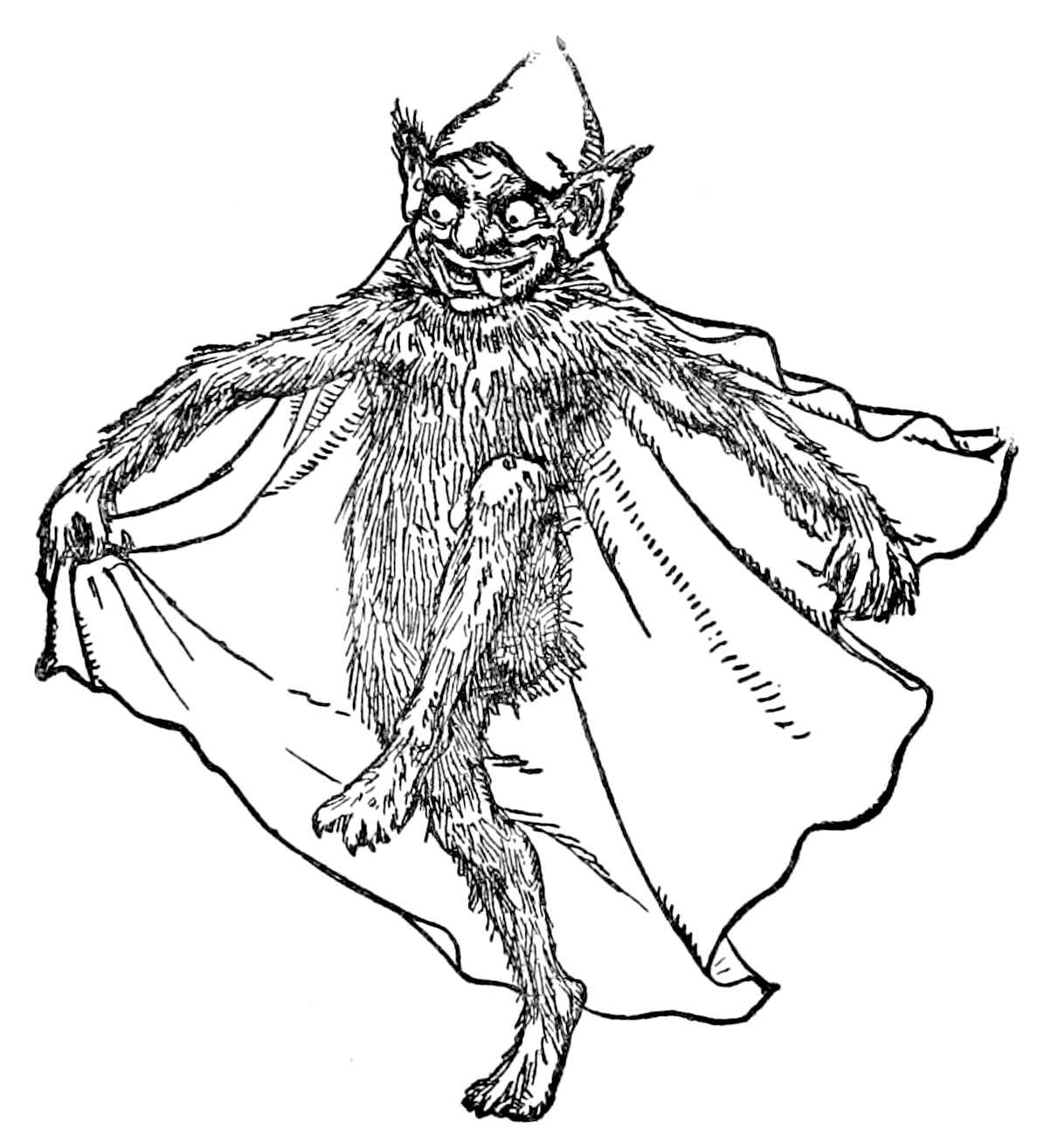
XIX-wieczna ilustracja goblina autorstwa Johna D. Battena

Goblin – fantastyczne stworzenie wywodzące się z brytyjskich baśni i legend. Jest tam przedstawiane jako istota zła lub jedynie złośliwa, zazwyczaj brzydka i groteskowa. Różne postacie nazywane goblinami często pojawiają się kulturze masowej – występują w wielu utworach i grach fantasy.
Rodzajem goblinów są hobgobliny, w baśniach przedstawiane jako przyjazny rodzaj goblinów, zaś w niektórych gier fantasy jako większa, groźniejsza ich odmiana (np. w internetowej grze RuneScape).

## Gobliny we współczesnej kulturze masowej

### Świat Tolkiena
W książkach J.R.R. Tolkiena Hobbit, czyli tam i z powrotem i Władca Pierścieni słowo goblin używane jest (zazwyczaj przez hobbitów) jako synonim słowa ork, choć w ekranizacji Władcy Pierścieni w reżyserii Petera Jacksona gobliny i orkowie to spokrewnione ze sobą, ale różne stworzenia. W książce Hobbit, czyli tam i z powrotem gobliny jeżdżą na wargach, olbrzymich wilkach.

### Gothic
W cyklu gier Gothic gobliny przedstawione są jako stworzenia zbliżone wyglądem do małp. Istnieją co najmniej dwie ich odmiany: częściej spotykane zielone gobliny (zwykłe i gobliny-wojownicy) oraz nieco potężniejsze czarne niektóre z nich opanowały proste zaklęcia (kula ognia). Gobliny wydają się być stworzeniami prymitywnymi, nic nie wiadomo o żadnych wytworach ich kultury, ani o ewentualnych podziałach społecznych. Spotykane niemal wyłącznie w grupach, żyją w lasach lub jaskiniach. Są agresywne i brutalne; walczą niemal wyłącznie przy pomocy drewnianych pałek, czasem posługują się zardzewiałymi mieczami. Nie zbliżają się do siedzib ludzkich. Odżywiają się mięsem (znają jego cieplną obróbkę), rybami i roślinami. Jak wchodzą w posiadanie mięsa, nie wiadomo, bowiem niewiele jest zwierząt, którym mogłyby zaszkodzić ich ataki. Przy ich truchłach można nieraz odnaleźć złote monety (tych samych używają ludzie), ale nie wiadomo, w jakim celu je przechowują – czy używają ich jako środka płatniczego, czy też gromadzą je jako świecidełka. Najprawdopodobniej nie znają mowy, być może używają jedynie jakiegoś prostego języka. Są także pożywieniem dla topielców.

### Świat Dysku
U Terry’ego Pratchetta gobliny są przedstawione jako rasa stworów brudnych, odrażających i złośliwych, co okazuje się jedynie pozorem. Po odkryciu ich zdolności do tworzenia sztuki włączone zostają do wielogatunkowej społeczności parahumanoidów.

### Świat J.K. Rowling

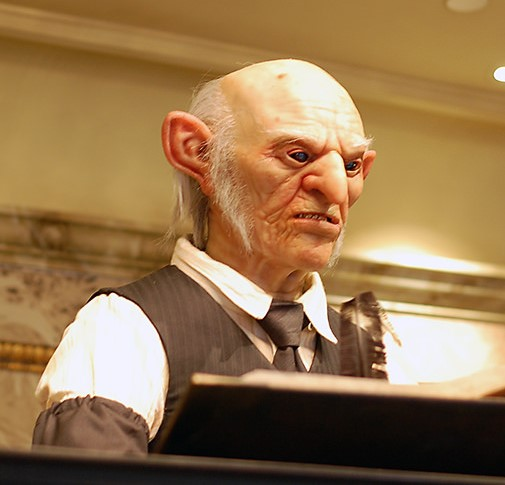
Animatroniczna figura goblina w The Wizarding World of Harry Potter parku rozrywki Universal Studios Florida w Orlando.

Gobliny w cyklu J.K. Rowling o Harrym Potterze to karłowate istoty, posiadające długie palce i stopy. Pracują w czarodziejskim Banku Gringotta. Posiadały „smykałkę” do zarządzania pieniędzmi. Zawsze miały skłonności do buntów. Często też korzystały z wrodzonej w sobie skłonności do spożywania miodu pitnego jako środka stymulującego myślenie. Były twórcami niezwykłych przedmiotów, które w świecie czarodziejów cieszyły się dużym uznaniem (np. Miecz Gryffindora). Wierzyły, że jedynym prawowitym właścicielem przedmiotu wytworzonego przez goblina jest jego twórca. Zapłatę za przedmiot uważały za opłatę za wypożyczenie. Według goblinów przedmiot powinien wrócić do twórcy po śmierci jego właściciela. Nie zaakceptowały dziedziczenia wytworzonych przez nie przedmiotów przez rodziny zmarłych czarodziejów, uznając takie działanie za kradzież. Czarodzieje odmówili im prawa do korzystania z różdżek co było kolejnym, po zwyczaju dziedziczenia, zarzewiem konfliktu pomiędzy goblinami i czarodziejami. Przedstawienie goblinów w cyklu spotkało się z kontrowersjami, ponieważ przez niektóre osoby odbierane było jako zbieżne ze stereotypowym wizerunkiem Żydów.

### The Elder Scrolls
W serii gier The Elder Scrolls gobliny są ukazane jako niewielkie istoty (mniej niż pół wzrostu Bosmera) o słabo rozwiniętej inteligencji, która pozwala im jednak tworzyć własne narzędzia, a także posługiwać się prostą bronią (głównie pałki, miecze i tarcze). Gobliny posiadają (zależnie od gry) kolor skóry od szarego po oliwkowy. Żywią się mięsem, najczęściej ze szczurów, których hodowle prowadzą. Nie znają języka ludzkiego ani elfickiego, najprawdopodobniej posługują się własnym. Na czele społeczności stoi wódz, ważni są również szamani (posługują się prostą magią ofensywną) i wojownicy. Reszta goblinów jest im zwykle podległa. Wykorzystują zwierzęta zwane Durzogami.

### Warcraft
W cyklu gier Warcraft gobliny są przedstawiane jako konkurenci gnomów. Słyną ze swojej wielkiej inteligencji i z wielkich wynalazków np. Sterowca albo Wyrwidrzewa, za których wynajęcie chcą trochę złota. W czasie II wojny gobliny wspierały orkową Hordę w ich podbojach, lecz po jej zakończeniu są neutralne, choć wielu z nich zamieszkuje razem z nową Hordą Thralla Orgrimmar. Założyli miasto Ratchet w Kalimdorze. W trzecim dodatku do gry World of Warcraft zatytułowanym Cataclysm gobliny są nową rasą grywalną dołączoną do Hordy.

### Warhammer Fantasy / Age of Sigmar
W świecie Warhammer Fantasy gobliny, hobgobliny, orkowie i tzw. paszczury to spokrewnione ze sobą zielonoskóre stworzenia znane ze swojej agresywności i prymitywności, określane jako „Zielonoskórzy” (the Greenskins).

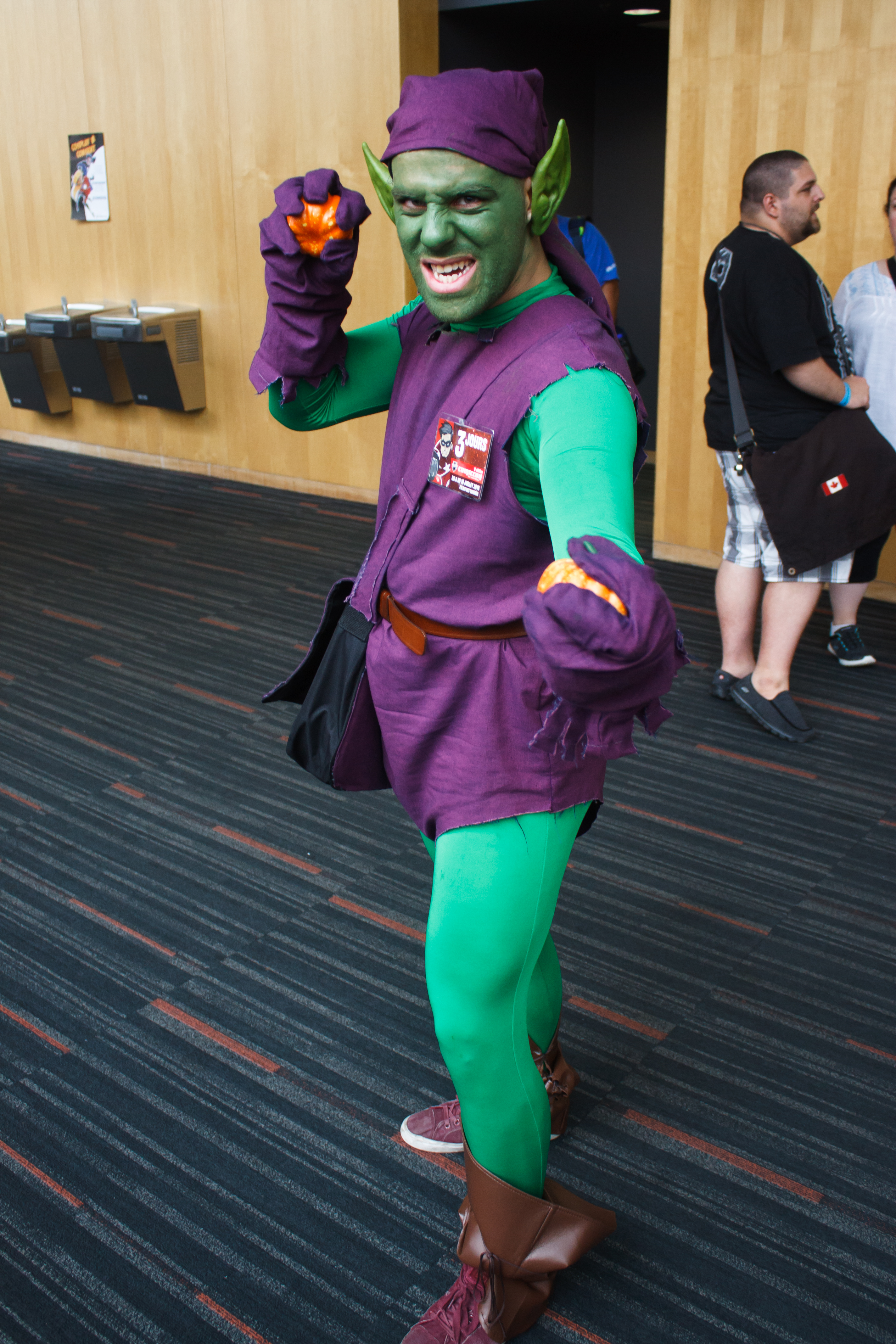
Cosplay Zielonego Goblina na Comiconie w Montrealu.

### Inne światy
W fantasy gobliny przedstawiane są zwykle jako prymitywne i głupie stwory, o zielonej, czasem czarnej lub oliwkowej skórze i małych świńskich oczkach. Gobliny charakteryzują się brutalnością, porywczością, ale również ogromnym tchórzostwem. 
W komiksach o Spider-Manie występuje przeciwnik głównego bohatera o pseudonimie Zielony Goblin.

### Goblin mode (tryb goblina)
W 2022 roku w konkursie „Word of the Year”, organizowanym corocznie przez wydawcę słownika Oxford English Dictionary wygrał zwrot „goblin mode”. Tryb goblina to rodzaj zachowania, które odrzuca normy społeczne lub oczekiwania po to, aby pobłażać sobie, pozwalając przy tym na lenistwo, niechlujność lub chciwość.